# مت گدن
مت گدن (انگلیسی: Matt Godden؛ زادهٔ ۲۹ ژوئیهٔ ۱۹۹۱) بازیکن فوتبال اهل بریتانیا است.
از باشگاه‌هایی که در آن بازی کرده‌است می‌توان به باشگاه فوتبال دارتفورد، باشگاه فوتبال اسکانتورپ یونایتد، باشگاه فوتبال ابسفلیت یونایتد، باشگاه فوتبال گینزبورو ترینیتی، و باشگاه فوتبال تاموورث اشاره کرد.